# Psapharochrus leucogaeus
Psapharochrus leucogaeus là một loài bọ cánh cứng trong họ Cerambycidae.